# Byron Erickson
Byron Erickson (* 3. Februar 1951 in Tucson, Arizona) ist ein US-amerikanischer Redakteur und Autor in der Comic-Branche. Er arbeitet bei Egmont an Disney-Comics und war früher Herausgeber der Geschichten des Zeichners Don Rosa.
Erickson begann 1983 bei Another Rainbow Publishing zu arbeiten. Als sie die Lizenz zur Veröffentlichung von Disney-Comics in den USA unter dem Namen Gladstone Publishing erhielten, wurde er deren Herausgeber und Chefredakteur. Nachdem Disney die Lizenz übernommen hatte, verließ Erickson Gladstone und wechselte zu First Comics als Redakteur. Später zog er nach Dänemark und wechselte zu Egmont, zuerst als Redakteur und später als Creative Leader. Außerdem ist er weiterhin als Comicautor tätig.

## Werke (Auswahl)
Als Textautor, teilweise hat Erickson nur einzelne Geschichten in den Sammelbänden verfasst:
- World of the Dragonlords (deutsch: Drachenritter) 2003, 12-teilige Serie
- Mickey Mouse Adventures vol. 9, 2006, ISBN 978-1888472103
- Mickey Mouse Adventures vol. 12, 2006, ISBN 978-1888472516
- Uncle Scrooge: Whom the Gods Would Destroy, 2018, ISBN 978-1684053957
- Uncle Scrooge. The bodacious butterfly trail, 2018, ISBN 978-1684050543
- Mickey and Donald's Christmas Parade, 2018, ISBN 978-1684053247